# Cantonul Dunkerque-Est
Cantonul Dunkerque-Est este un canton din arondismentul Dunkerque, departamentul Nord, regiunea Nord-Pas-de-Calais, Franța.

## Comune
- Bray-Dunes
- Duinkerke (parțial, reședință) (Dunkerque)
- Leffrinkhoeke (Leffinckoucke)
- Tetegem (Téteghem)
- Uksem (Uxem)
- Zuidkote (Zuydcoote)